# 1211 (szám)
Az 1211 (római számmal: MCCXI) az 1210 és 1212 között található természetes szám.

## A szám a matematikában
A tízes számrendszerbeli 1211-es a kettes számrendszerben 10010111011, a nyolcas számrendszerben 2273, a tizenhatos számrendszerben 4BB alakban írható fel.
Az 1211 páratlan szám, összetett szám, félprím. Kanonikus alakja 71 · 1731, normálalakban az 1,211 · 103 szorzattal írható fel. Négy osztója van a természetes számok halmazán, ezek növekvő sorrendben: 1, 7, 173 és 1211.
Az 1211 harmincöt szám valódiosztó-összegeként áll elő, ezek közül legkisebb az 1701.

## Csillagászat
- 1211 Bressole kisbolygó